# 阿诺尔德·舒尔茨
阿诺尔德·舒尔茨（德語：Arnold Schulz，1943年1月25日—），德国男子排球运动员。他曾代表东德参加1968年和1972年夏季奥林匹克运动会排球比赛，其中1972年奥运会获得一枚银牌。